# Gongylolepis
Gongylolepis Schomb., 1947 è un genere di piante angiosperme eudicotiledoni della famiglia delle Asteraceae.

## Descrizione
Le specie di questa voce sono piante perenni con portamenti arbustivi (piccoli o grandi) o arborei.
Le foglie lungo il caule sono a disposizione alternata oppure sono raggruppate in dense spirali. La forma delle lamine è semplice, intera con contorno più o meno da ampiamente lanceolato a obovato. Le stipole sono assenti.
Le infiorescenze sono composte da capolini, omogami, sessili o peduncolati, solitari o raccolti in larghe formazioni corimbose. I capolini sono formati da un involucro a forma da emisferica a campanulata, composto da brattee (o squame) all'interno delle quali un ricettacolo fa da base ai fiori (da 6 a 150). Le brattee disposte su 4 - 6 serie in modo embricato sono di vario tipo con forme da ovate a lanceolate. Il ricettacolo, a forma convessa è nudo (senza pagliette).
I fiori sono tetra-ciclici (ossia sono presenti 4 verticilli: calice – corolla – androceo – gineceo) e pentameri (ogni verticillo ha 5 elementi). I fiori sono ermafroditi, actinomorfi (raramente possono essere zigomorfi) e fertili. In genere i fiori centrali sono bisessuali e tubulosi; quelli periferici sono ligulati e sterili.
- Formula fiorale:

*/x K {\displaystyle \infty }, [C (5), A (5)], G 2 (infero), achenio
- Calice: i sepali del calice sono ridotti ad una coroncina di squame.
- Corolla: la corolla è bilabiata; il labbro esterno ha dei lobi glabri strettamente arrotondati con, all'apice, tre corti denti; il labbro più interno ha due lunghi lineari e stretti lobi; i colori sono bianco o giallo pallido.
- Androceo: gli stami sono 5 con filamenti liberi, glabri o papillosi e distinti, mentre le antere sono saldate in un manicotto (o tubo) circondante lo stilo. Le antere, fuse due a due, in genere hanno una forma sagittata con base caudata e lunghe appendici lisce. Il polline normalmente è tricolporato a forma sferica, più o meno echinato.
- Gineceo: lo stilo, con alla base un largo nettario glabro, è filiforme; gli stigmi dello stilo sono due divergenti moderatamente lunghi e incurvati, troncati all'apice. L'ovario è infero uniloculare formato da 2 carpelli. L'ovulo è unico e anatropo.

I frutti sono degli acheni con pappo. La forma dell'achenio è cilindrica con 10 coste e con superficie glabra o sparsamente setosa. Il pericarpo può essere di tipo parenchimatico, altrimenti è indurito (lignificato) radialmente. Il capopodium (il ricettacolo alla base del gineceo) ha delle forme anulari o brevemente cilindriche. I pappi, formati da poche serie di setole capillari o finemente barbate o densamente piumose, decidue o persistenti, sono direttamente inseriti nel pericarpo o connati in un anello parenchimatico posto sulla parte apicale dell'achenio e sono lunghi come la corolla. L'endosperma è del tipo cellulare.

## Biologia
- Impollinazione: l'impollinazione avviene tramite insetti (impollinazione entomogama tramite farfalle diurne e notturne).
- Riproduzione: la fecondazione avviene fondamentalmente tramite l'impollinazione dei fiori (vedi sopra).
- Dispersione: i semi (gli acheni) cadendo a terra sono successivamente dispersi soprattutto da insetti tipo formiche (disseminazione mirmecoria). In questo tipo di piante avviene anche un altro tipo di dispersione: zoocoria. Infatti gli uncini delle brattee dell'involucro si agganciano ai peli degli animali di passaggio disperdendo così anche su lunghe distanze i semi della pianta.

## Distribuzione e habitat
La distribuzione delle specie di questo genere è relativa all'America del sud (parte settentrionale).

## Tassonomia
La famiglia di appartenenza di questa voce (Asteraceae o Compositae, nomen conservandum) probabilmente originaria del Sud America, è la più numerosa del mondo vegetale, comprende oltre 23.000 specie distribuite su 1.535 generi, oppure 22.750 specie e 1.530 generi secondo altre fonti (una delle checklist più aggiornata elenca fino a 1.679 generi). La famiglia attualmente (2021) è divisa in 16 sottofamiglie.

### Filogenesi
Il genere Gongylolepis appartiene alla tribù Stifftieae della sottofamiglia Stifftioideae. Nell'ambito della tribù questo genere è a capo del clade denominato "Gongylolepis Clade" formato dai seguenti generi: Achnopogon, Duidaea, Eurydochus, Glossarion, Gongylolepis, Neblinaea, Quelchia e Salcedoa. Il "Gongylolepis Clade" insieme al "Hyaloseris Clade" formano un "gruppo fratello" e rappresentano il "core" della tribù.

### Elenco delle specie
Questo genere comprende 14 specie:
- Gongylolepis benthamiana Schomb., 1847 - Distribuzione: Brasile (nord), Guyana e Venezuela
- Gongylolepis bracteata Maguire, 1953 - Distribuzione: Venezuela
- Gongylolepis colombiana Cuatrec., 1950 - Distribuzione: Colombia e Venezuela
- Gongylolepis cortesii (S.Díaz) Pruski & S.Díaz, 1997 - Distribuzione: Colombia
- Gongylolepis erioclada S.F.Blake, 1931 - Distribuzione: Venezuela
- Gongylolepis fruticosa Maguire, Steyerm. & Wurdack, 1957 - Distribuzione: Venezuela
- Gongylolepis glaberrima S.F.Blake, 1931 - Distribuzione: Venezuela
- Gongylolepis huachamacari Maguire, 1953 - Distribuzione: Venezuela
- Gongylolepis jauaensis (Aristeg., Maguire & Steyerm.) V.M.Badillo, 1988 - Distribuzione: Venezuela
- Gongylolepis martiana (Baker) Steyerm. & Cuatrec., 1953 - Distribuzione: Brasile, Colombia e Venezuela
- Gongylolepis oblanceolata Pruski, 1989 - Distribuzione: Brasile e Venezuela
- Gongylolepis paniculata Maguire & K.D.Phelps, 1953 - Distribuzione: Venezuela
- Gongylolepis paruana Maguire, 1953 - Distribuzione: Venezuela
- Gongylolepis pedunculata Maguire, 1953 - Distribuzione: Venezuela